# Chikkabemmathi, Arkalgud
Chikkabemmathi là một làng thuộc tehsil Arkalgud, huyện Hassan, bang Karnataka, Ấn Độ.